# Manutergio

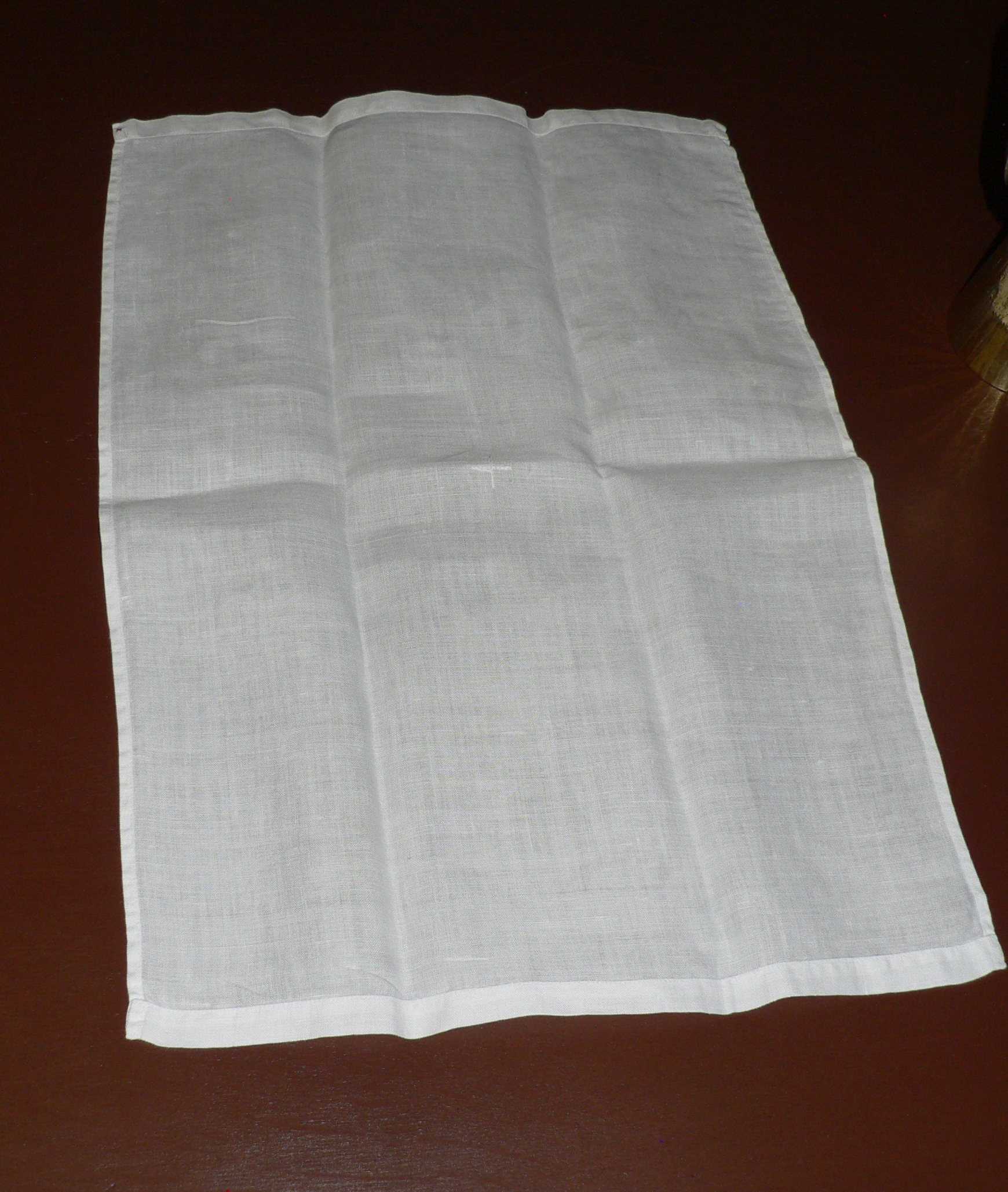

Il manutergio o anche asciugatoio (in latino manutergium o estersorium) è un oggetto liturgico in uso nelle chiese cattolica e ortodossa. 

## Descrizione

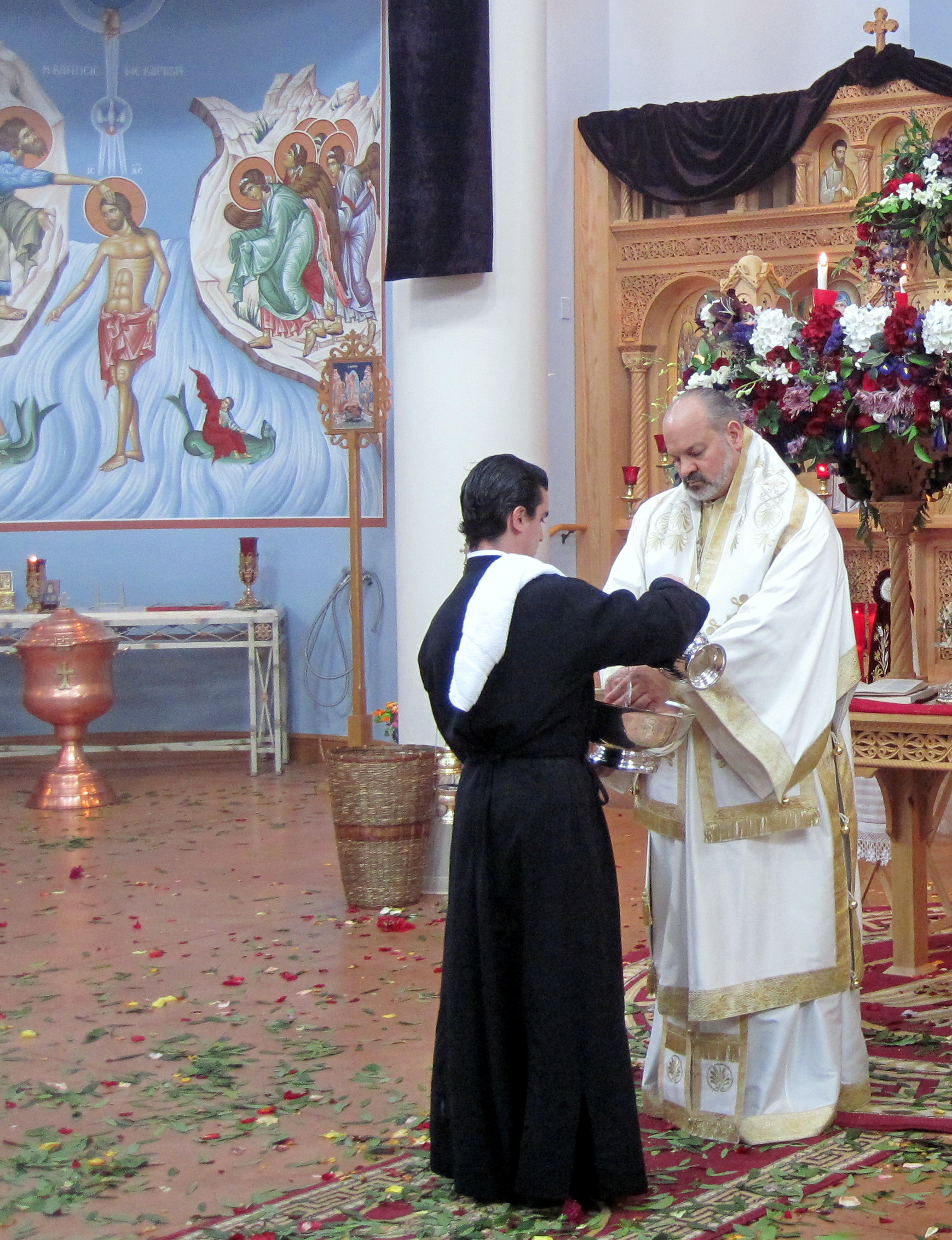
Il vescovo ortodosso Demetrios Kantzavelos durante l'abluzione liturgica; il manutergio è sulla spalla destra del suo aiutante

Consiste in un asciugamani bianco  di forma rettangolare, generalmente realizzato in lino.
Le dimensioni possono variare: in sacrestia o nei locali attigui viene usato un manutergio di grandi dimensioni, in modo da permettere al sacerdote l'abluzione delle mani prima di vestirsi per la celebrazione della Messa; per l'offertorio è invece raccomandato un manutergio di dimensioni minori, che non deve essere portato sul calice nel percorso di andata e ritorno dall'altare. Un manutergio più grande si utilizza invece per l'offerta dei pani consacrati dal vescovo.

## Utilizzo
Il manutergio viene utilizzato dal celebrante principale della Messa cattolica per asciugare le mani dopo l'abluzione rituale ("Lavanda delle mani") all'Offertorio, nonché prima dell'inizio della liturgia eucaristica. Non va confuso con il purificatorio.